# Obserwuję cię
Obserwuję cię – brytyjska powieść z 2017 autorstwa Teresy Driscoll wydana przez Brilliance Audio. Jej gatunek można określić jako thriller psychologiczny. Polska wersja powieści ukazała się 19 września 2018  nakładem wydawnictwa SQN. Powieść wkrótce po wydaniu stała się międzynarodowym bestsellerem, zajmując pierwsze miejsce na liście Kindle w USA, Wielkiej Brytanii oraz Australii. Pod koniec 2017 plasowała się na czternastym miejscu. W Polsce zajęła czwarte miejsce na liście bestsellerów Empiku w kategorii kryminał, sensacja, thriller. Została przetłumaczona na szesnaście języków. W pierwszych dziewięciu miesiącach od wydania sprzedano ponad czterysta tysięcy kopii książki. Powieść opowiada o Elli Longfield, która w trakcie podróżny pociągiem jest świadkiem rozmowy dwóch nastolatek z byłymi więźniami. Dzień później jedna z dziewczyn znika.

## Fabuła
Ella Longfield mieszka w Londynie, ma czterdzieści lat i nastoletniego syna. Podczas podróży pociągiem widzi, jak dwójka mężczyzn zaczyna rozmawiać z nastolatkami. Prędko okazuje się, że dziewczyny przyjechały do miasta, aby obejrzeć Nędzników, a ich towarzysze dopiero co wyszli z więzienia. Następnego dnia Ella dowiaduje się, że jedna z nastolatek, Anna, zaginęła. Zgłasza się na policje jako świadek zdarzenia.

## Bohaterowie
- Ella Longfield – główna bohaterka powieści. Ma czterdzieści lat i nastoletniego syna. Bardzo przejęła się sytuacją, której była świadkiem w pociągu
- Anna Ballard – zaginiona dziewczyna; Ella widziała ją w pociągu
- Sarah – przyjaciółka Anny, przyjechała razem z nią na wycieczkę do Londynu. Wychowywana jest przez matkę; ojciec odszedł od rodziny kilka lat wcześniej.
- Henry Ballard – ojciec Anny
- Barbara Ballard – matka Anny
- Jenny Ballard – siostra Anny. Dzieli je osiemnaście miesięcy. Razem z Sarah i dwójką chłopaków tworzyły jedną paczkę przyjaciół.
- Lily – siostra Sarah, z którą rodzina ma bardzo ograniczony kontakt.
- Matthew – prywatny detektyw; wcześniej pracował w policji. Jego żona spodziewa się dziecka.